# Димо Ничев
Димо Тодоров Ничев е български архитект, който в съдружие с Георги Фингов, Никола Юруков, Георги Апостолов е проектирал голям брой обществени, училищни и жилищни сгради в София, определящи и до днес облика на столицата.

## Биография
Роден е на 4 август 1876 г. в град Котел в семейството на Тодор Ничев – заможна и рядко предприемчива личност, и съпругата му Мария, като 2-ри син от 6 деца. След Освобождението, заради голям пожар, който унищожава града, цялото семейство се изселва в Северна Добруджа, където Тодор Ничев закупува имоти и става кмет на град Кюстенджа (днес Констанца в Румъния).
Завършва основно училище в Кюстенджа, прогимназия в Брашов (Румъния), гимназия в Грац, Австро-Унгария (1895), „Архитектура“ в Техническия университет в Мюнхен, Германия (1901). Оригинална личност със завидна обща култура, той владее 8 чужди езика – румънски, немски, френски, английски, унгарски, турски, гръцки и италиански.
Напуска Мюнхен, за да се върне в родината, и с кораб по Дунава стига до Видин, където се установява. Не се завръща в Кюстенджа, защото градът е вече на територията на Румъния, а той държи да живее и твори в България. Във Видин става окръжен архитект, оженва се за Христина Каракашова и остава там до 1908 г.
През 1908 година се преселва със семейството в София. Арх. Ничев продължава и завършва строежа на централната градска баня (по проект на архитектите Фридрих Грюнангер, Петко Момчилов и Йордан Миланов) поради внезапната смърт на арх. Алекси Начев. По същото време арх. Ничев проектира и построява кино „Модерен театър“ на бул. „Княгиня Мария Луиза“ – през социализма кино „Цанко Церковски“, сега отново „Модерен театър“.
Димо Ничев се сприятелява с арх. Георги Фингов (1874 – 1944) и създават общо архитектурно бюро през 1909 г., в което по-късно е привлечен арх. Никола Юруков (1877 – 1923), а след смъртта му – арх. Георги Апостолов (1891 – 1967). През периода от 1909 до 1930 г. тяхното сдружение е най-изтъкнатото архитектурно бюро в София. Талантливият колектив развива богата творческа дейност в проектирането и строителството на редица големи обществени и жилищни сгради, които и до днес имат определящо значение за облика на София. През 1911 г. общината обявява търг за строеж на училищни сгради, спечелен от „Фингов-Ничев-Юруков“. За година проектират 8 училища – различни образци на сецесиона. Всички тези сгради се отличават с ясна стилистика – раздвиженост на входа, покрив с акцент кула. Използвани са и характерни материали. Запазени са малко от тези елементи.
Според арх. Иван Аврамов „всички обществени и жилищни сгради по техни проекти, без изключение, са майсторски поставени в своята градоустройствена среда, с добре подбран мащаб, акценти и архитектурни форми. Силно впечатление прави умелото съчетаване на архитектурата с пластичните и декоративни изкуства, особено ярко проявено в ъгловите части на сградите“ (сп. „Архитектура“/1987). Според проучванията на същия автор между архитектите-съдружници е имало забележително разбирателство и единомислие, а конкретно арх. Димо Ничев, освен генератор на ценни творчески идеи, е бил и прецизният изпълнител на чертежите, детайлите и сметните книжа.
През 1914 г. архитект Димо Ничев построява собствена 3-етажна къща на бул. „Евлоги Георгиев“ срещу Военната академия, обявена за паметник на културата.
Димо Ничев участва като ротен командир с чин капитан в Балканската война (1912) и в Първата световна война (1916 – 1918). Награден е с 3 офицерски ордена за храброст. Удостоен е и с ордени за граждански заслуги.
През 1927 г. съдружниците Георги Фингов и Димо Ничев стават поръчители на руския предприемач Шурунов за изграждане на тунели по железопътната линия Раковски – Хасково – Кърджали. Година по-късно Южна България е срината от катастрофалното Чирпанско земетресение, което довежда предприемача до фалит. Поръчителите му загубват цялото си състояние. Семейната къща на арх. Ничев е продадена за поръчителства на тогавашния финансов министър Кирил Гунев и е национализирана след 9 септември 1944 г.
Арх. Ничев е назначен за ръководител на архитектурния отдел на Столичната община. Като пенсионер работи в отдел „Строежи“ (по-късно: военна проектантска организация ПРОНО) на Министерството на войната и в Министерството на обществените сгради и благоустройството.
Димо Ничев завършва творческия си и жизнен път в София на 2 април 1952 г. Той има 4 внучки и внук: актрисата Адриана Андреева (1939), д-р Вера Щерева (1939), инж. Петър Ничев (1944), инж. Силвестра Наневски-Ниче (1951) и Антония Ничева (1952).

## Творби на архитектурното бюро

### Основни училища в София (1911 – 1912)
- 6 Основно училище „Граф Н.П. Игнатиев“, ул. „6 септември" 16
- 20 Основно училище „Тодор Минков“, бул. „Княз Борис" 27
- 38 Основно училище „Васил Априлов“, ул. „Шипка“ 40
- 46 Основно училище „Константин Фотинов“, бул. „Христо Ботев" 109
- 48 Основно училище „Йосиф Ковачев“, ул. „Клокотница“ 21
- 120 Основно училище „Г. С. Раковски“, ул. „Папа Йоан Павел II" 7, Лозенец
- 129 Основно Училище „Антим-I“, ул. „Султан тепе“ 1
- Основно училище „Екзарх Йосиф“

### Обществени сгради
- Софийска търговско-индустриална камара, по-късно централно управление на СИБАНК, ул. „Славянска“ №2 (ъгъла с „Бенковска“) (1912)
- Софийска банка, по-късно централно управление на Банка ДСК, в София, ул. „Московска“ №19 (кръстовището с „Бенковска“, 1914)
- Българска търговска банка, ул. „Граф Игнатиев“ 10 и ул. „Ангел Кънчев“ (1921), сега Корпоративна търговска банка
- Кооперативно спестовно застрахователно дружество, по-късно Сградата на ДЗИ, бул. „Цар Освободител“ и ул. „Бенковска“ (1926)
- Феникс палас, сградата на Акционерно застрахователно дружество „Български феникс“, бул. „Дондуков“ № 3 (1927)
- Кооперативен търговски дом, ул. „Позитано“ и ул. „Алабин“ (1923)
- Ресторант „Балабанов“ (1923)
- Застрахователно дружество „Сам Патак“, бул. „Дондуков“ (1925)
- Дружество „Сила“, ул. „Аксаков“ и ул. „6 септември“ (1926)

### Жилищни сгради и домове
- Жилищна кооперация на ул. „Кракра“ (1923)
- Жилищна кооперация „Съгласие“ на ул. „Веслец“ (1923)
- Домът на д-р Славчев на ул. „Иван Вазов“ (1923)
- Домът на Губиделников на ул. „Цар Шишман“ (1924)
- Домът на Г. Атанасов на ул. „Шипка“ (1924)
- Домът на Иван Стоянов на ул. „Граф Игнатиев“ (1924)
- Домът на Конфино на ул. „Иван Вазов“ (1924)
- Домът на полковник Басмаджиев на ул. „Евлоги Георгиев“ (1924)
- Домът на Иван Цонев на бул. „Стамболийски“ (1925)
- Домът на инж. Т. Цонев на ул. „Кирил и Методий“ (1925)
- Домът на Тодор Иванов на ул. „П. Ефтимий“ (1925)
- Жилищна кооперация на ул. „Шипка“ № 41 ъгъла с ул. „Проф. Асен Златаров“ (1937)